# 巨艦いまだ沈まず
『巨艦いまだ沈まず』（きょかんいまだしずまず、英：The Valiant、伊：L'affondamento della Valiant）は1962年のイギリス・イタリア合作の戦争映画。
第二次世界大戦中の1941年12月、イタリア海軍が人間魚雷マイアーレによってイギリス海軍の戦艦「クイーン・エリザベス」及び「ヴァリアント」など4隻を大破させたアレクサンドリア港攻撃を題材に、「ヴァリアント」を爆破するため機雷を仕掛けたイタリア海軍フロッグマンと「ヴァリアント」艦長らイギリス海軍士官との駆け引きを中心に物語が進む。

## ストーリー
第二次世界大戦中の1941年12月、地中海艦隊の本拠地であるアレクサンドリア港に、潜水艦「シーレ」から出撃したイタリア海軍の人間魚雷が潜入した。停泊中だった戦艦「ヴァリアント」直下の海底へ機雷を仕掛けたルイージ・ドゥランド・デ・ラ・ペンネと、トラブルで浮上したところを衛兵に撃たれ負傷したエミリオ・ビアンキの2名のフロッグマンが捕らえられた。
「ヴァリアント」の艦底に機雷が仕掛けられたことを疑い、直ちに潜水士が調査するが、夜間のため何も発見できなかった。司令長官からは総員退艦を指示されるが、「ヴァリアント」艦長のチャールズ・モーガン大佐は2名を艦底に近い錨鎖庫へ監禁し、爆発すれば艦諸共沈む状況で任務について聞き出そうとする。しかし、デ・ラ・ペンネもビアンキも氏名以外は語らず、自分たちの目的について口を割ろうとしなかった。
ライリー軍医中佐やイタリア人の妻を持つ通訳のフィールド志願予備大尉は、負傷したビアンキを監禁しておくことを非人道的だと考える。イギリス海軍側とイタリア海軍側の根競べが続いた。やがてデ・ラ・ペンネはモーガンに対し、「ヴァリアント」の艦底に機雷を仕掛けたことを伝えるが、爆発予定時刻は明かさないままだった。モーガンは爆発に備えて乗員を陸上へ避難させるが、デ・ラ・ペンネとビアンキを艦内の病床へ移し、自身もフィールドらとともに艦に留まった。
爆発予定時刻が迫った時、デ・ラ・ペンネとビアンキの会話が、偶然近くの伝声管を通して上階の医務室にいたモーガンらへ聞こえてきた。爆発まで間もないことを知ると、モーガンらは2人を連れ出して上甲板へ避難する。直後に機雷が爆発し、大破した「ヴァリアント」の巨体は港内に着底したが、全員が生き残った。任務を果たしたデ・ラ・ペンネとビアンキは陸上へ移され、「ヴァリアント」の乗員たちが見守る中で連行されていった。「ヴァリアント」は行動不能の状態だったが、モーガンは一計を案じた。甲板上で海兵隊に演奏させ、通常の業務が行われているように見せかけながら密かに修理を進めさせた。飛来した敵の偵察機は欺瞞作戦を見て、作戦は失敗したようだと報じる。
英雄となったデ・ラ・ペンネとビアンキは、「ヴァリアント」攻撃の戦功によってイタリア最高の軍事勲章である武勇黄金勲章を授与される。1945年、休戦後に連合国側で活動していたデ・ラ・ペンネに対し、ターラントで勲章の授与式が行われた。そこでデ・ラ・ペンネに勲章を渡し勇気を称えた人物は、「ヴァリアント」の元艦長モーガン中将だった。

## キャスト
| 役名                                 | 俳優                     |
| ------------------------------------ | ------------------------ |
| チャールズ・モーガン大佐             | ジョン・ミルズ           |
| ルイージ・ドゥランド・デ・ラ・ペンネ | エットーレ・マンニ       |
| エミリオ・ビアンキ                   | ロベルト・リッソ         |
| フィールド志願予備大尉               | ロバート・ショウ         |
| ライリー軍医中佐                     | リアム・レドモンド       |
| 地中海艦隊司令長官                   | ローレンス・ナイスミス   |
| クラーク中佐                         | ラルフ・マイケル         |
| 掌砲長                               | コリン・ダグラス         |
| ベッドフォード                       | ジョン・メイヨン         |
| ターンブル                           | マレー・ワトソン         |
| ノリス                               | ディンズデール・ランデン |
| エリス牧師                           | パトリック・バー         |
| "アゴニー"・ペイン                   | ゴードン・ローリングス   |
| 茶を飲む潜水士                       | ブライアン・ローリンソン |
| 水兵                                 | アンガス・レニー         |
| イタリア海軍潜水艦長                 | レオナルド・コルテーゼ   |
| ウィルキンソン                       | テレンス・ナップ         |
| 衛生兵                               | チャールズ・ヒューストン |

## エピソード
映画の最後でモーガンがデ・ラ・ペンネに勲章を授与するが、これは実話を基にしている。
戦艦「ヴァリアント」の一部シーンでは、イタリア海軍の軽巡洋艦「ルイージ・ディ・サヴォイア・ドゥーカ・デッリ・アブルッツィ」でロケが行われた。既にイタリア海軍を退役し解体を待つ状態であったため、イギリス海軍艦風の迷彩塗装を施すなど加工を施した状態で撮影に使用されている。